# Cants of Colchester
Cants of Colchester es un negocio familiar de horticultura británico fundado como "Benjamin R Cant & Sons" en 1765.
Es una de las más importantes sociedades de horticultura en el mundo, con 245 años de experiencia que tiene su centro de investigación, viveros y jardines de ensayo en el campo de Colchester en Essex. 
Después de un periodo de cambios, en 1967 transformada en Cants of Colchester Ltd. se crea y relanza así a la búsqueda de nuevas variedades de plantas para la producción.

## Historia
La familia Cant ha estado conectada con la horticultura y la jardinería desde 1728, sin embargo la fecha oficial dada que figura en los antiguos catálogos del establecimiento de Benjamin R Cant & Sons es 1765
En los primeros años la empresa cultivó todo tipo de plantas, (bulbos y semillas), incluidas las azaleas, fucsias, rododendros, melocotones, albaricoques, y los tomates más dulces de Colchester. En 1853 Ben Cant entró en conocimiento de algunas nuevas rosas "estándar" desarrolladas en Francia. La popularidad de la rosa estaba en su ascenso por lo que Ben decidió concentrarse en el cultivo de las rosas
En 1880 Ben se había afianzado como líder en producción de rosas en el país. Así en un mes se informó de haber ganado 54 primeros premios en importantes eventos de rosas en todo el país. 
Ben otorgó sus conocimientos a su sobrino, Frank, con el tácito acuerdo de que no establecería la competencia en el vecindario. Esta "promesa" se rompió por parte de Frank al establecer sus terrenos de cultivo inicialmente a un par de cientos de metros de los de Ben.
Una feroz rivalidad se produjo entre las dos empresas de "Benjamin R Cant & Sons" en Mile End Colchester y la de "Frank Cant & Co." en Stanway Colchester que duró hasta 1967, cuando las dos empresas se fusionaron y la empresa se convirtió en "Cants of Colchester Ltd." 
Tanto las empresas anteriores como la actual han creado numerosas nuevas rosas. Varios nombres del famoso en su día, incluyendo la 'Mrs. Oakley Fisher', todavía conocida en todo el mundo, 'Mrs. Frank Cant', 'Mrs. B.R. Cant' (todavía ampliamente cultivado en Estados Unidos hasta la fecha). Cants of Colchester siguieron creando algunos líderes mundiales, entre ellos 'Alpine Sunset', 'English Miss' y 'Goldstar', otras rosas que crearon y todavía cultivan  hoy en día son 'Jenny’s Rose', 'Sally’s Rose' 'St. Helena' (por el Hospicio de la localidad) y el rosal trepador con remontancia 'Crimson Descant'.
Sin embargo el mayor éxito conseguido ha sido la rosa híbrido de té de color mezcla de albaricoque 'Just Joey Rose' fue votada como  rosa favorita del mundo «The World's Favorite Rose»  en 1994. "Just Joey" es el nombre de la esposa de Roger Joey.

## Algunas creaciones de B.R. Cant

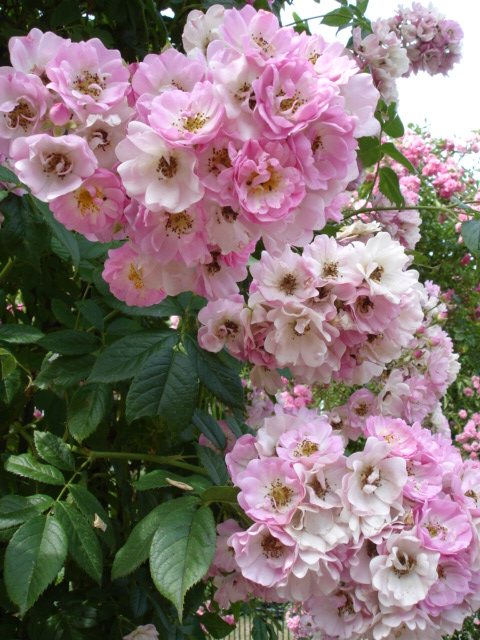
Rosa 'Blush Rambler', B.R. Cant  1903.
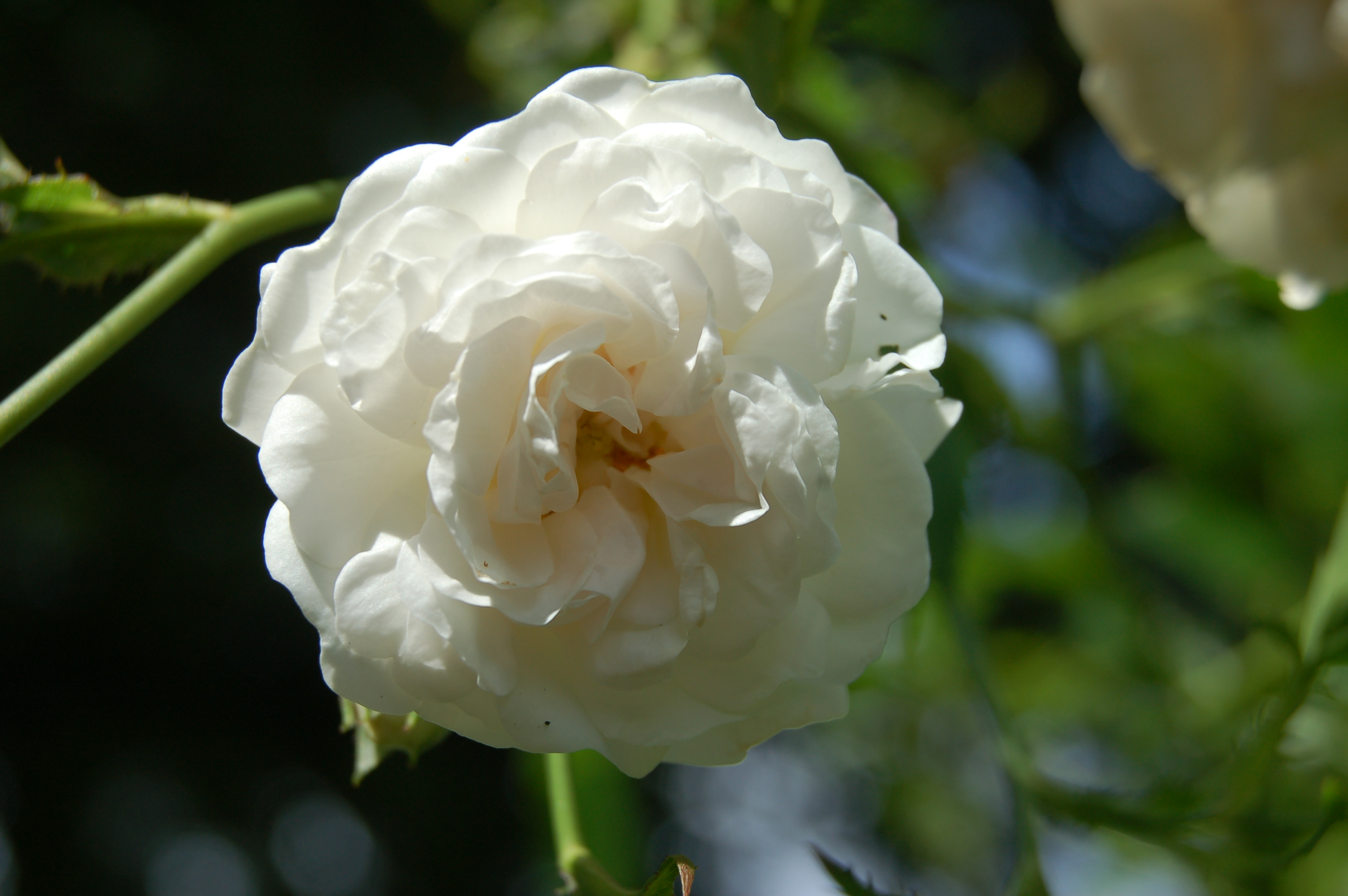
Rosa 'White Dorothy', B.R. Cant  1908.
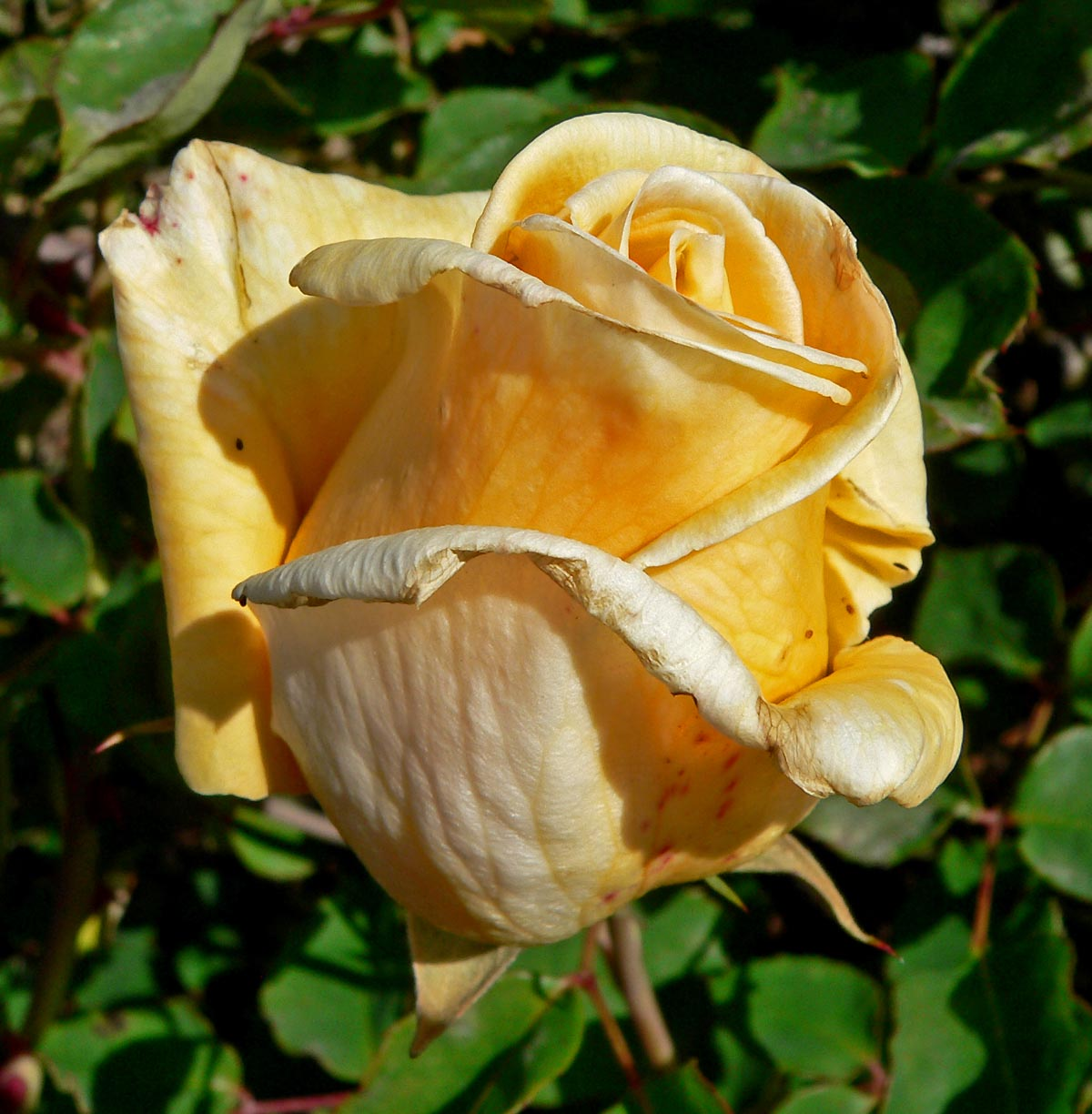
Rosa 'Golden Ophelia', B.R. Cant  1918.
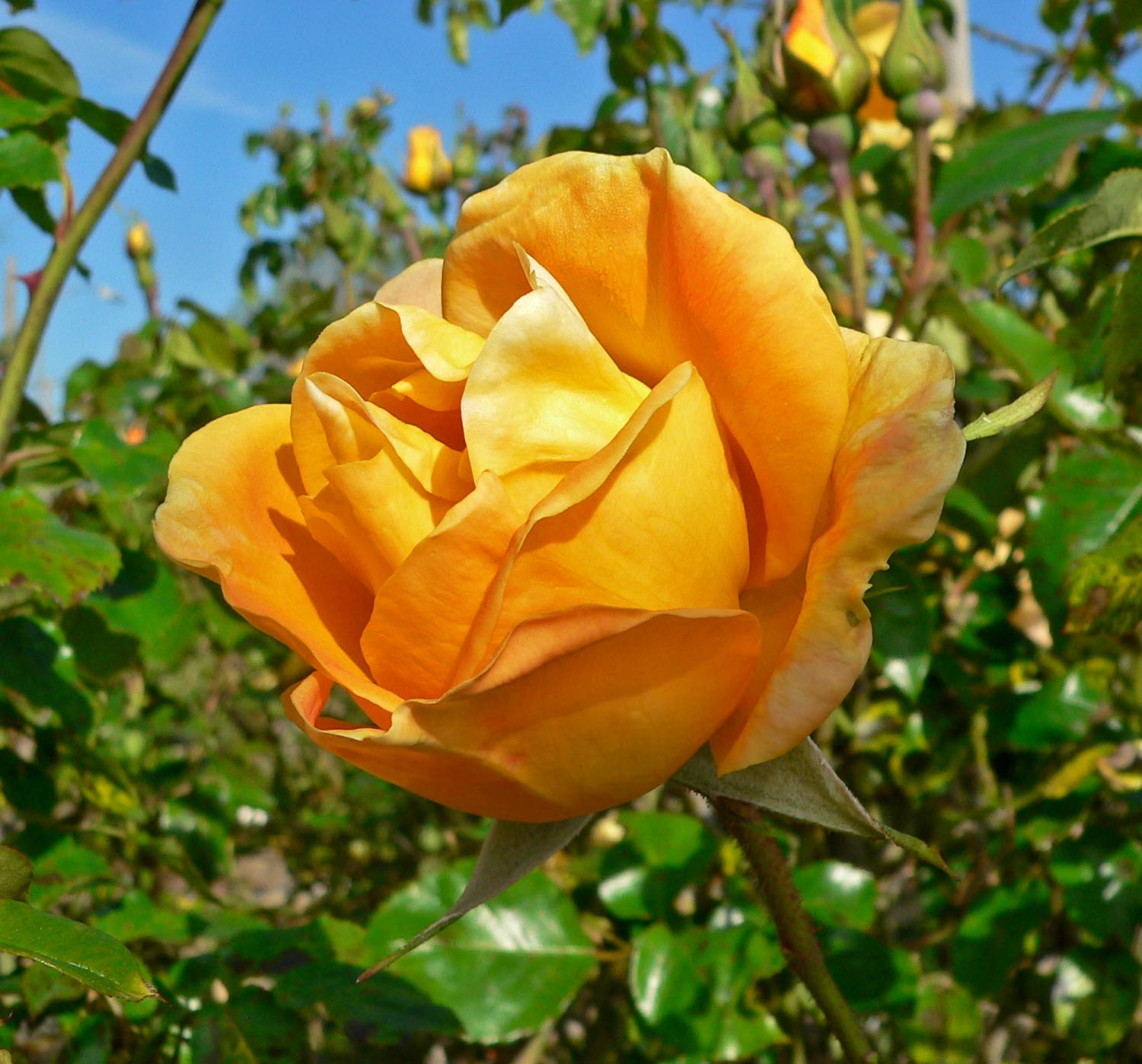
Rosa 'Lady Forteviot', B.R. Cant  1928.
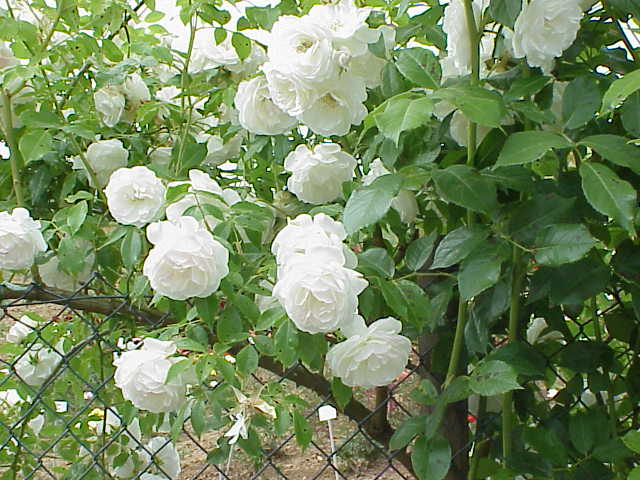
Rosa 'Climbing Iceberg', B.R. Cant 1968.
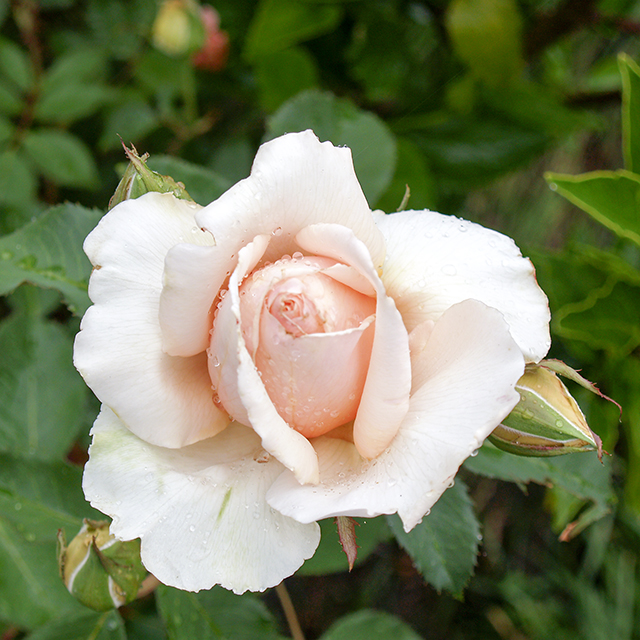
Rosa 'Just Joey' B.R. Cant 1972.
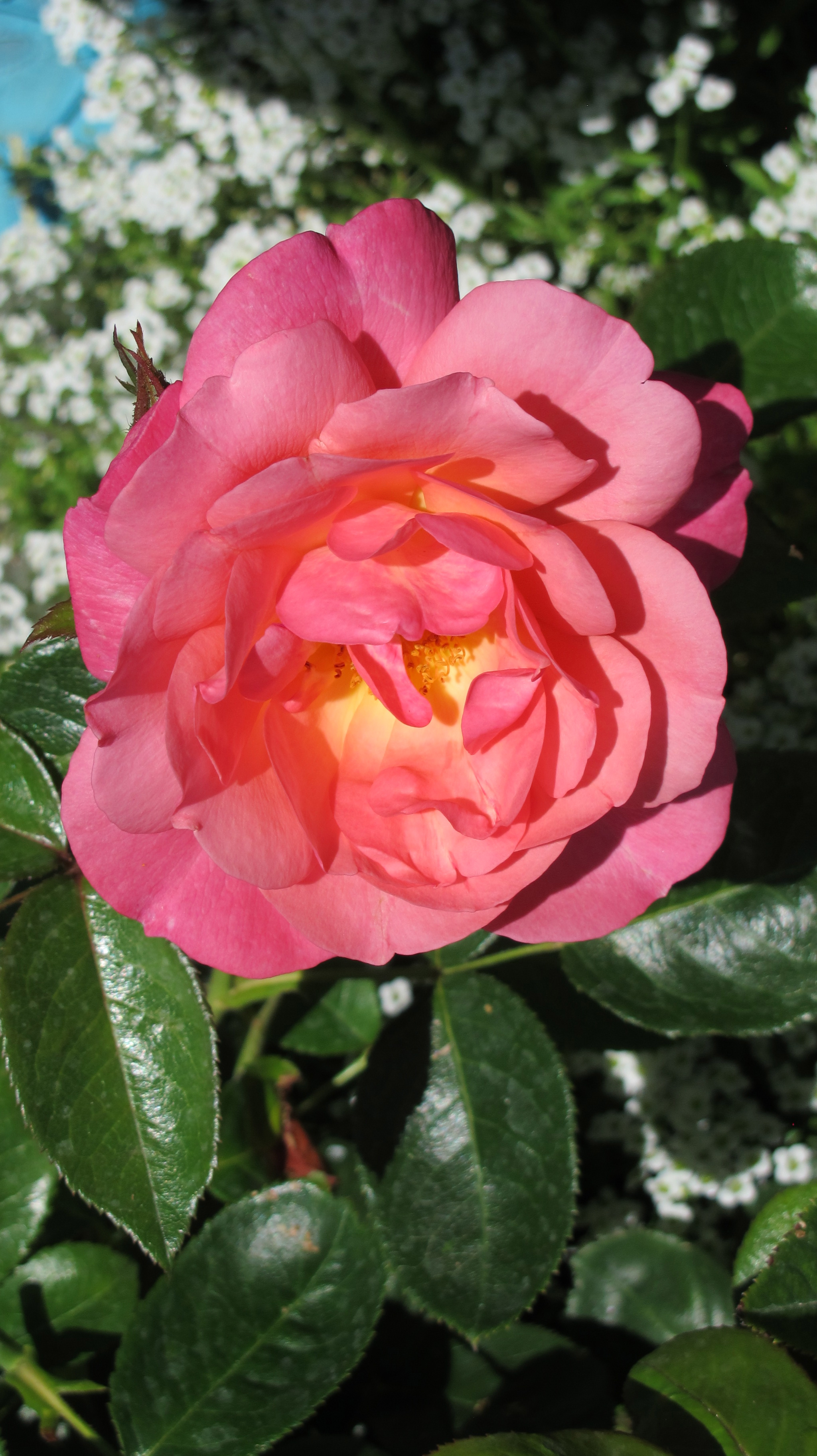
'Eyecatcher', Cants of Colchester 1976.  'White Jewel' x 'Pernille Poulsen'®.